# Apodytes
Apodytes es un género  de plantas  perteneciente a la familia Metteniusaceae. Comprende 30 especies descritas y de estas, solo 8 aceptadas.

## Taxonomía
El género fue descrito por E.Mey. ex Arn. y publicado en Journal of Botany, being a second series of the Botanical Miscellany 3: 155. 1840.

## Especies aceptadas
A continuación se brinda un listado de las especies del género Apodytes aceptadas hasta septiembre de 2014, ordenadas alfabéticamente. Para cada una se indica el nombre binomial seguido del autor. abreviado según las convenciones y usos.	 
- Apodytes abbottii Potg. & A.E.van Wyk
- Apodytes bebile Labat, R.Rabev. & El-Achkar
- Apodytes brachystylis F.Muell.
- Apodytes clusiifolia (Baill.) Villiers
- Apodytes dimidiata E.Mey. ex Arn.
- Apodytes geldenhuysii A.E.van Wyk & Potgieter
- Apodytes grandifolia (Miers) Benth. & Hook.f. ex B.D.Jacks.
- Apodytes thouvenotii Danguy